# Марин Саис
Марин Саис (англ. Marin Sais; 2 августа 1890, Сан-Рафел, Калифорния — 31 декабря 1971, Вудленд-Хиллз, Калифорния) — американская киноактриса.

## Биография
Мэй Смит (настоящее имя актрисы) родилась 2 августа 1890 года в городе Сан-Рафаэль (штат Калифорния, США). Ещё подростком она уехала в Нью-Йорк, где начала играть в водевилях. Взяв актёрский псевдоним Марин Саис, с 1910 года стала сниматься в кинофильмах студии Vitagraph, а затем — студии Kalem. Основное направление, особенно после 1920 года, — ленты в жанре вестерн. За 43 года карьеры (1910—1953) Саис появилась в более чем 270 кинофильмах и киносериалах, один раз также снялась в небольшой роли в телесериале. Около двух третей её ролей пришлись на 1910-е годы, когда она была звездой немого кино. В 36 случаях она не была указана в титрах (касается её лент после 1933 года); 177 картин, в которых она снялась, были короткометражными (1910—1917).
Марин Саис скончалась 31 декабря 1971 года в «Сельском доме кинематографистов» в Вудленд-Хиллз (Лос-Анджелес), где жила с середины 1950-х годов, от церебрального атеросклероза.

### Личная жизнь
В 1920 году Саис вышла замуж за спортсмена родео и киноактёра Джека Хокси (1885—1965). В 1925 году последовал развод, детей от брака не было. Больше никогда официально актриса замужем не была.

## Избранная фильмография

### В титрах указана
- 1910 — Двенадцатая ночь[англ.] / Twelfth Night — Мария
- 1919 — Узы чести[англ.] / Bonds of Honor — Ольга Орси
- 1920 — Грозовой Джек[англ.] / Thunderbolt Jack — Бесс Морган
- 1925 — Захватывающее приключение[англ.] / A Roaring Adventure — Кэтрин Додд
- 1940 — Хребет Дикой Лошади[англ.] / Wild Horse Range — Харриет Морган
- 1940 — Дик Сухостой[англ.] / Deadwood Dick — Бедовая Джейн
- 1941 — Билли Кид в Санта-Фе[англ.] / Billy the Kid in Santa Fe — Пэт Уокер
- 1944 — Бандиты фронтира[англ.] / Frontier Outlaws — Мамаша Кларк
- 1944 — Враг женщин[англ.] / Enemy of Women — фрау Бендлер
- 1944 — Клятва мести[англ.] / Oath of Vengeance — Мамаша, почтальонша
- 1949 — Ковбой и боксёр[англ.] / Cowboy and the Prizefighter — герцогиня
- 1950 — Одинокий рейнджер[англ.] / The Lone Ranger — Мамаша Хиншоу (в эпизоде Double Jeopardy[англ.])

### В титрах не указана
- 1935 — Кокаиновое безумие[англ.] / The Pace That Kills — миссис Брэдфорд
- 1937 — Рэнфрю из Королевской канадской конной полиции[англ.] / Renfrew of the Royal Mounted — миссис МакДональд
- 1941 — Расколотые орешки[англ.] / Cracked Nuts — женщина
- 1941 — Железный коготь[англ.] / The Iron Claw — Ханна, экономка (в 7-й серии)
- 1941 — Сьерра Сью[англ.] / Sierra Sue — Тесс
- 1941 — Запретные тропы[англ.] / Forbidden Trails — Сью
- 1945 — Колокола Розариты[англ.] / Bells of Rosarita — дуэнья на свадьбе
- 1945 — По тропе Навахо[англ.] / Along the Navajo Trail — цыганка
- 1945 — Любовь, почёт и прощание[англ.] / Love, Honor and Goodbye — гардеробщица
- 1945 — Девушки Большого дома[англ.] / Girls of the Big House — матрона в фойе
- 1946 — Король лесных рейнджеров[англ.] / King of the Forest Rangers — миссис Бартон (в 3-й серии)
- 1946 — Рандеву 24[англ.] / Rendezvous 24 — Рина, экономка
- 1946 — Дилижанс до Денвера[англ.] / Stagecoach to Denver — Мэй Барнс
- 1947 — Янки факир[англ.] / Yankee Fakir — миссис Рэнделл
- 1947 — Большой город после заката / Big Town After Dark — миссис О’Хара, игорный оператор
- 1953 — Большой налёт Джесси Джеймса[англ.] / The Great Jesse James Raid — миссис Ловетт

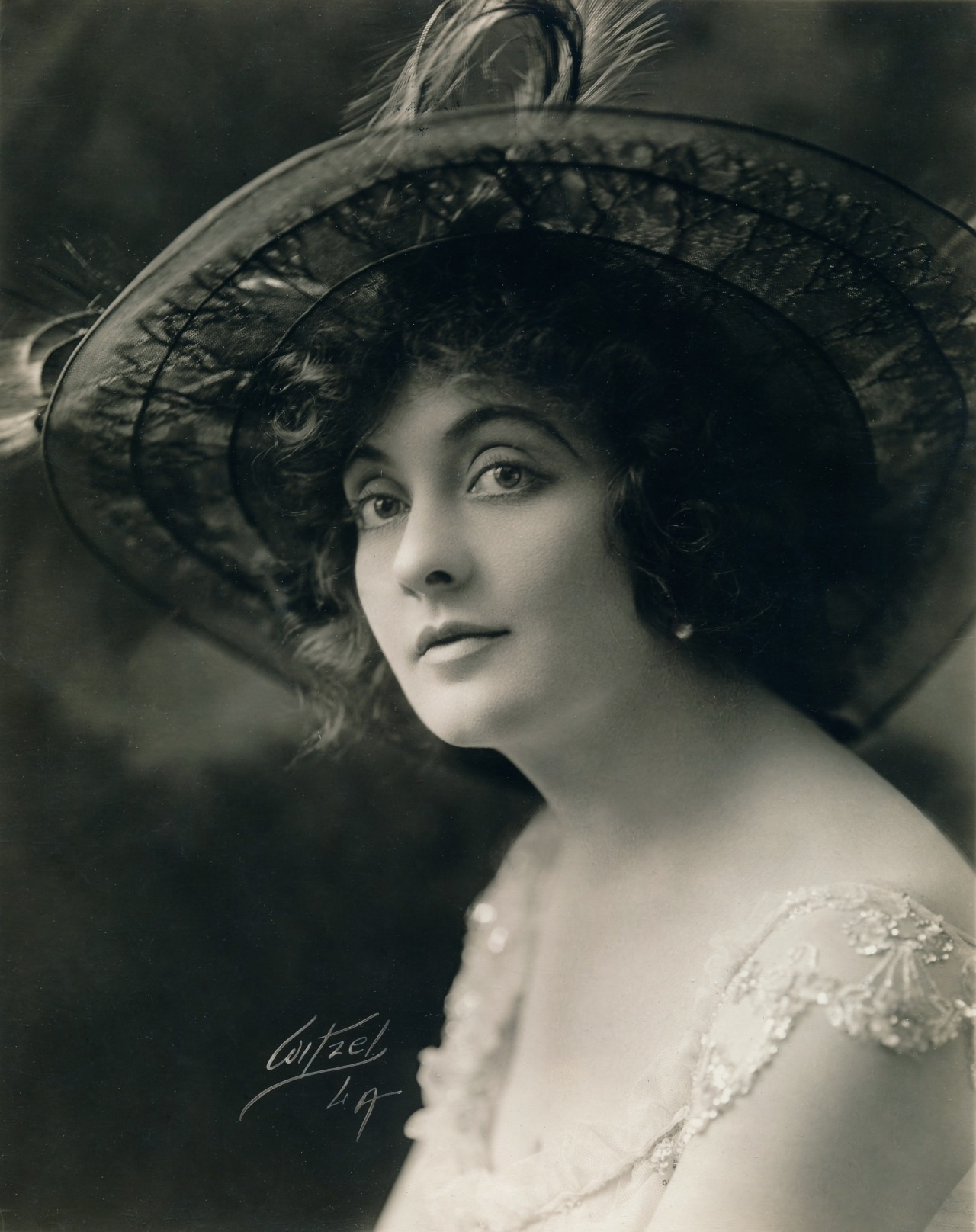
Фото ок. 1915 г.
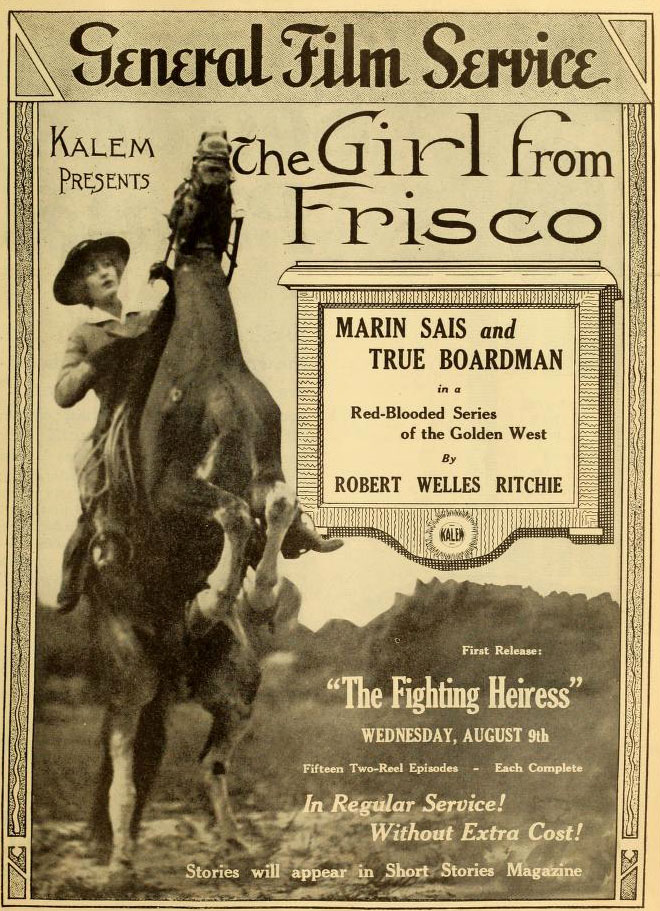
В рекламе фильма «Девушка из Фриско» (1916)
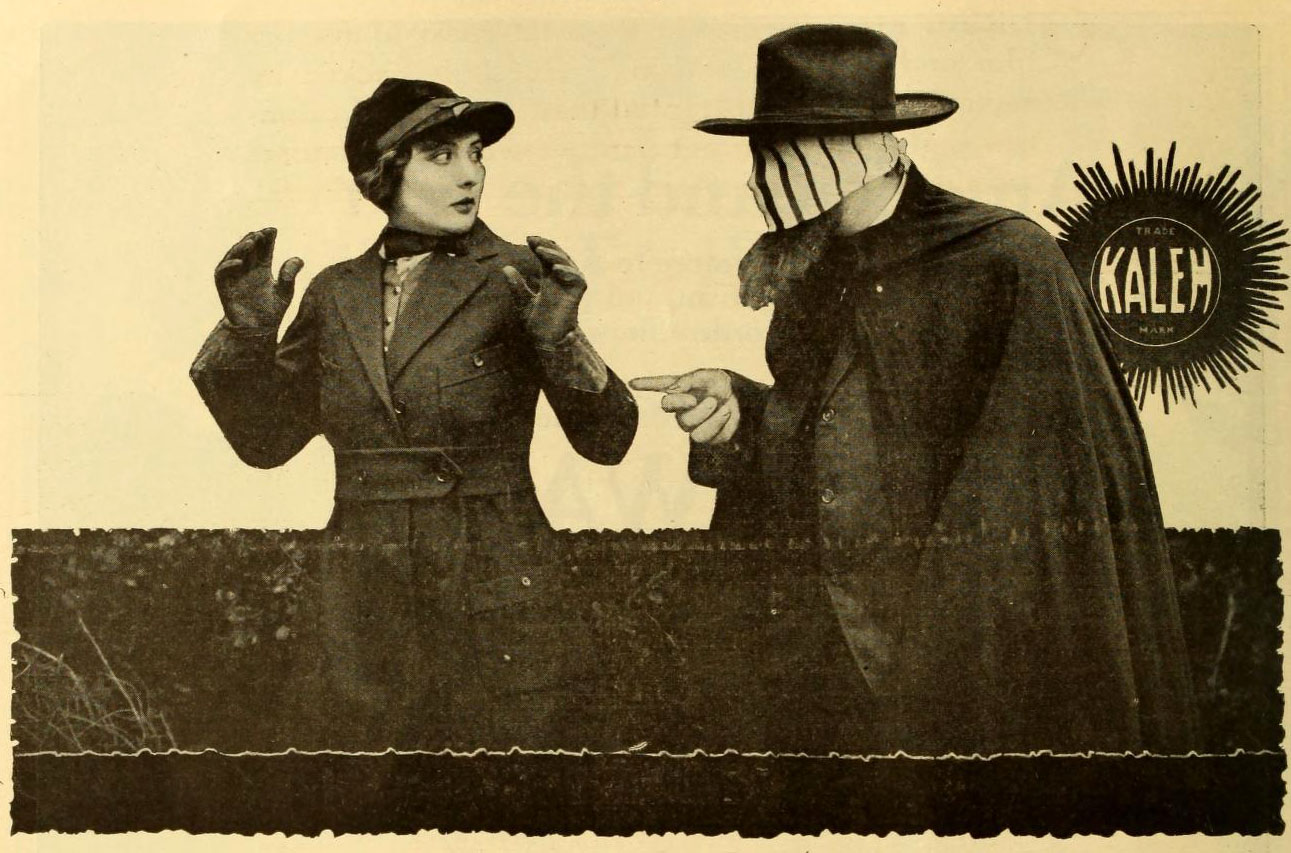
В рекламе фильма «Чёрный всадник Тасахары» (1917)
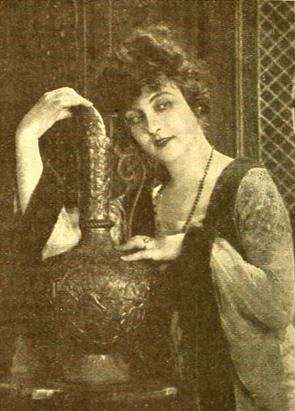
Фото 1919 г.
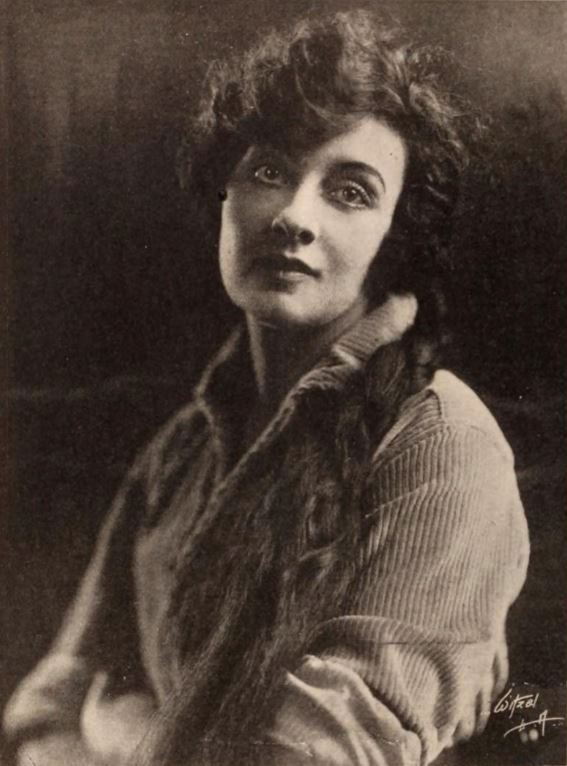
Фото 1920 г.